# الدوري المغربي لكرة اليد
الدوري المغربي لكرة اليد هو أول دوري لكرة اليد في المغرب، تأسس في عام 1969 اخر فريق فاز به نادي وداد الرجاوي بالدار البيضاء.

## انأيضًا
- منتخب المغرب لكرة اليد